# Verrallina pahangi
Verrallina pahangi är en tvåvingeart som beskrevs av Mercedes Delfinado 1968. Verrallina pahangi ingår i släktet Verrallina och familjen stickmyggor. Inga underarter finns listade i Catalogue of Life.